# Benito Latras y Loriz
Benito Latras y Loriz (Torres de Alcanadre, 1620 - Saragossa, 16 de juny de 1682), conegut com a Cos Sant o Cosán, fou un abat del monestir de Santa Maria d'Alaó i diputat de les Corts d'Aragó. Fou venerat popularment com a sant, i començà el seu procés de canonització, que quedà interromput pels conflictes i les guerres.

## Biografia
Havia nascut a Torres de Alcanadre cap al 1620 i fou batejat com a Domingo pels seus pares Miguel i Inés. Prengué l'hàbit benedictí en 1645 i prengué llavors el nom de Benet al monestir de Santa Maria d'Alaó. Elegit abat pels altres monjos, Climent IX li concedí l'abadiat en 1669. Reorganitzà l'abadia i revifà la Confraria de Sant Esteve, d'origen medieval, i permeté que en formessin part dones, amb veu i vot.
Morí a Saragossa en 1681 mentre assistia a una reunió de les Corts d'Aragó, de les quals era diputat (era un càrrec inherent al d'abat d'Alaó).

## Veneració
Fou sebollit a l'església de San Pablo de Saragossa, però en 1725 fou traslladat al monestir d'Alaó. El seu cos, incorrupte, i la seva fama de santedat atragueren els fidels, que hi anaven a venerar-lo i demanar-li favors. Fou a partir de llavors quan començà a ésser conegut com a Cos Sant o Cosán, que era com el poble es referia a la despulla de l'abat; d'aquí es passà a parlar de Sant Cosan. La veneració continuà, amb un caire local, fins que el cos fou cremat durant els disturbis anticlericals del començament de la Guerra Civil espanyola, en 1936.
Els abats d'Alaó iniciaren el procés de beatificació, però quedà interromput per la desamortització de Mendizábal.

### Llegenda del Cos Sant
Una tradició deia que si els caminats que passaven vora el monestir llençaven una moneda o pedra per la finestreta de l'absis, obtenien protecció divina quan passaven pel Pas d'Escales o de la Trompeta, perillós congost. Un cop que el rei Carles II d'Espanya passava pel lloc, donà a l'abat una bona suma de diners perquè arreglés el camí i el condicionés; l'abat pensà que era millor dedicar els diners a ajudar els habitants de la Ribagorça, ja que una sequera i una pesta havia assolat la comarca.
En assentar-se'n el rei, es considerà traït i el condemnà a morir a la forca. L'abat demanà que passats trenta anys el desenterressin i li punxessin al braç esquerre; si en sortia sang, l'havien de portar a Sopeira perquè tothom que hi anés passés per sobre la seva despulla. Fou executat, però la petició fou oblidada i, passats trenta anys, un frare veié com una mà sortia del terra on havia estat enterrat i en premia un pergamí. Desenterraren el cadàver i fou trobat incorrupte i fresc, com si acabés de morir. Llavors fou portat a l'església del monestir d'Alaó i venerat com a sant.